# N’Kosie Barnes
N’Kosie Barnes (* 17. Dezember 1974) ist ein ehemaliger antiguanischer Sprinter.

## Sportliche Karriere
Browne trat bei den Olympischen Sommerspielen 1996 in Atlanta und Olympischen Sommerspielen 2000 in Sydney an. Er nahm 1996 mit den Teamkollegen Mitchell Browne, Michael Terry und Howard Lindsay am 4-mal-400-Meter-Staffellauf teil. Die Mannschaft schied im Vorlauf aus. 2000 trat er im Wettlauf über 200 m an. Mit seiner persönlichen Bestzeit von 21,82 s schied er im Vorlauf aus.